# Skala interwałowa
Skala interwałowa (przedziałowa) – rodzaj skali pomiarowej. Zmienna jest na skali interwałowej, gdy różnice między dwiema jej wartościami dają się obliczyć i mają interpretację w świecie rzeczywistym, jednak nie ma sensu dzielenie dwóch wartości zmiennej przez siebie. Innymi słowy określona jest jednostka miary, jednak punkt zero jest wybrany umownie.
Przykłady zmiennych interwałowych: daty, np. data urodzenia, temperatura w stopniach Celsjusza.
Przekształcenie liniowe jednej lub większej liczby zmiennych interwałowych daje także wielkość na skali interwałowej.
Różnica dwóch wielkości na skali interwałowej jest na skali ilorazowej.
Rangowanie zmienia skalę interwałową na porządkową.

## Dopuszczalne operacje statystyczne
Dopuszczalne są w szczególności:
- średnia arytmetyczna
- wariancja, odchylenie standardowe
- korelacja Pearsona
- metody rangowe
- regresja liniowa i regresja logistyczna na interwałowych zmiennych objaśniających
- dodawanie i odejmowanie
- mnożenie i dzielenie, ale tylko przez stałą

Niedopuszczalne są:
- wyliczanie zmian względnych (procentowych) w szeregu czasowym
- mnożenie i dzielenie dwóch wielkości interwałowych
- logarytmowanie
- potęgowanie
- średnie potęgowe oprócz arytmetycznej, takie jak średnia kwadratowa, harmoniczna, geometryczna